# Venus Isle
Venus Isle è il quarto album di Eric Johnson, pubblicato nel 1996.
La canzone S.R.V. è un tributo a Stevie Ray Vaughan. A questo brano partecipa anche Jimmie Vaughan, fratello di Steve, come chitarrista d'eccezione.

## Tracce
Tutti i brani sono composti dallo stesso Eric Johnson, eccetto dove è segnalato.
1. Venus Isle - 5:28
2. Battle We Have Won - 5:59
3. All About You - 8:20
4. S.R.V. - 3:03
5. Lonely in the Night (Vince Mariani) - 6:04
6. Manhattan - 4:52
7. Camel's Night Out (Kyle Brock, Mark Younger-Smith) - 5:17
8. Song for Lynette - 4:54
9. When the Sun Meets the Sky (Eric Johnson, Stephen Barber) - 7:54
10. Pavilion - 5:02
11. Venus Reprise - 1:29

## Formazione
- Eric Johnson - voce, chitarra, pianoforte, chitarra elettrica
- Tommy Taylor - percussioni, batteria
- Kyle Brock - basso
- Stephen Barber - sintetizzatore, tastiere
- C. Roscoe Beck - basso
- James Fenner - percussioni
- Steven Hennig - chitarra
- Christopher Cross - voci aggiuntive
- Jimmie Vaughan - chitarra in S.R.V.